# Systremma crassicornis
Systremma crassicornis är en fjärilsart som beskrevs av Herrich-Schäffer 1855. Systremma crassicornis ingår i släktet Systremma och familjen nattflyn. Inga underarter finns listade i Catalogue of Life.